# Koszovói labdarúgó-bajnokság (első osztály)
A koszovói labdarúgó-bajnokság első osztálya az a koszovói labdarúgás legmagasabb osztálya. A bajnokságot 1945-ben alapították, azóta 2 szezon kivételével folyamatosan megrendezik. A bajnokságban 12 csapat vesz részt. A jelenlegi címvédő az FC Ballkani.

## A 2016–17-es bajnoki év részt vevő csapatai
| Csapat        | Székhely  | Stadion               |
| ------------- | --------- | --------------------- |
| FC Prishtina  | Pristina  | Agron Rama Stadium    |
| KF Besa       | Peja      | Shahin Haxhiislami    |
| KF Drenica    | Skenderaj | Bajram Aliu           |
| KF Drita      | Gjilan    | Gjilan City Stadium   |
| KF Ferizaj    | Ferizaj   | Ismet Shabani Stadium |
| KF Feronikeli | Glogovac  | Rexhep Rexhepi        |
| KF Gjilani    | Gjilan    | Gjilan City Stadium   |
| KF Hajvalia   | Pristina  | Hajvalia Stadium      |
| KF Liria      | Prizren   | Përparim Thaçi        |
| KF Llapi      | Podujevo  | Zahir Pajaziti        |
| KF Trepça     | Mitrovica | Adem Jashari          |
| KF Trepça'89  | Mitrovica | Riza Lushta           |

## Bajnokok

### Jugoszláv SzK.-i-bajnokság
| - 1945: KF Jedinstvo (Pristina) - 1946: KF Jedinstvo (Pristina) - 1947: KF Trepça (Mitrovica) - 1947–48: KF Proletari (Prishtina) (Pristina) - 1948–49: KF Trepça (Mitrovica) - 1950: KF Trepça (Mitrovica) - 1951: KF Kosova (Prishtina) (Pristina) - 1952: KF Trepça (Kosovska Mitrovica) - 1953: nem rendezték meg a bajnokságot - 1953–54: KF Kosova (Prishtina) (Pristina) - 1954–55: KF Trepça (Mitrovica) - 1955–56: KF Rudari (Stari Trg) - 1956–57: KF Rudniku (Hajvalia) - 1957–58: KF Rudari (Stari Trg) - 1958–59: FC Prishtina (Pristina) - 1959–60: KF Rudari (Stari Trg) - 1960–61: FC Prishtina (Pristina) - 1961–62: KF Buduqnosti (Besa) (Peć) - 1962–63: KF Drita (Gjilan) - 1963–64: KF Slloga (Lipjan) - 1964–65: KF Slloga (Lipjan) - 1965–66: KF Buduqnosti (Besa) (Peć) - 1966–67: KF Obiliqi (Obilić) | - 1967–68: KF Vëllaznimi (Gjakova) - 1968–69: KF Vëllaznimi (Gjakova) - 1969–70: KF Vëllaznimi (Gjakova) - 1970–71: KF Vëllaznimi (Gjakova) - 1971–72: KF Obiliqi (Obilić) - 1972–73: KF Fushë Kosova (Kosovo Polje) - 1973–74: KF Vëllaznimi (Gjakova) - 1974–75: KF Liria (Prizren) - 1975–76: RHMK Kosovo (Obilić) - 1976–77: FC Prishtina (Pristina) - 1977–78: KF Buduqnosti (Besa) (Peć) - 1978–79: FC Prishtina (Pristina) - 1979–80: KF Vëllaznimi (Gjakova) - 1980–81: KF Liria (Prizren) - 1981–82: KF Vëllaznimi (Gjakova) - 1982–83: KF KNI Ramiz Sadiku (Pristina) - 1983–84: KF Liria (Prizren) - 1984–85: KF Crvena Zvezda Gnjilane (Gjilan) - 1985–86: KF Vëllaznimi (Gjakova) - 1986–87: KF Liria (Prizren) - 1987–88: KF Crvena Zvezda Gnjilane (Gjilan) - 1988–89: KF Buduqnosti (Besa) (Peć) - 1989–90: KF Vëllaznimi (Gjakova) |

### Független koszovói liga
| - 1990–91: KF Fushë Kosova (Kosovo Polje) - 1991–92: FC Prishtina (Pristina) - 1992–93: KF Trepça (Mitrovica) - 1993–94: KF Dukagjini (Klina) - 1994–95: KF Liria (Prizren) | - 1995–96: FC Prishtina (Pristina) - 1996–97: FC Prishtina (Pristina) - 1997–98: nem rendezték meg a bajnokságot - 1998–99: nem rendezték meg a bajnokságot |

### UNMIK
| - 1999–00: FC Prishtina (Pristina) - 2000–01: FC Prishtina (Pristina) - 2001–02: KF Besiana (Podujevo) - 2002–03: KF Drita (Gjilan) | - 2003–04: FC Prishtina (Pristina) - 2004–05: KF Besa Pejë (Peć) - 2005–06: KF Besa Pejë (Peć) - 2006–07: KF Besa Pejë (Peć) |

### Koszovói labdarúgó-bajnokság
| - 2007–08: FC Prishtina (Pristina) - 2008–09: FC Prishtina (Pristina) - 2009–10: KF Trepça (Mitrovica) - 2010–11: KF Hysi (Merdarë) - 2011–12: FC Prishtina (Pristina) - 2012–13: FC Prishtina (Pristina) - 2013–14: KF Kosova Vushtrri (Vučitrn) - 2014–15: KF Feronikeli (Glogovac) | - 2015–16: KF Feronikeli (Glogovac) - 2016–17: KF Trepça'89 (Mitrovica) - 2017–18: KF Drita (Gjilan) - 2018–19: KF Feronikeli (Glogovac) - 2019–20: KF Drita (Gjilan) - 2020–21: FC Prishtina (Pristina) - 2021–22: FC Ballkani (Suhareka) - 2022–23: FC Ballkani (Suhareka) - 2023–24: FC Ballkani (Suhareka) |

Bajnoki címek a független koszovói liga 1990-es megalakulása óta:

| Címek száma | Csapat           | Szezon                                                                                            |
| ----------- | ---------------- | ------------------------------------------------------------------------------------------------- |
| 11          | FC Prishtina     | 1991-92, 1995-96, 1996-97, 1999-00, 2000-01, 2003-04, 2007-08, 2008-09, 2011-12, 2012-13, 2020-21 |
| 3           | FC Besa          | 2004-05, 2005-06, 2006-07                                                                         |
| 3           | KF Feronikeli    | 2014-15, 2015-16, 2018-19                                                                         |
| 3           | FC Drita         | 2002-03, 2017-18, 2019-20                                                                         |
| 3           | FC Ballkani      | 2021–22, 2022–23, 2023–24                                                                         |
| 2           | KF Trepça        | 1992-93, 2009-10                                                                                  |
| 1           | KF Dukagjini     | 1993-94                                                                                           |
| 1           | KF Liria Prizren | 1994-95                                                                                           |
| 1           | KF Besiana       | 2001-02                                                                                           |
| 1           | KF Hysi          | 2010-11                                                                                           |
| 1           | KF Vushtrria     | 2013-14                                                                                           |
| 1           | KF Trepça '89    | 2016-17                                                                                           |